# Геро фон Алслебен
Геро фон Алслебен (на немски: Gero von Alsleben; † 11 август 979, Магдебург) е източно-саксонски граф на Алслебен, който е екзекутиран по нареждане на император Ото II.

## Биография
Той вероятно е племенник на маркграф Геро I от Саксонската източна марка и е женен за Адела. С нея той има една дъщеря Аделе/Етела († 1май), която е омъжена 994 г. за граф Зигфрид II фон Щаде († 1037). Геро подарява през 979 г. в Алслебен канониски конвент в чест на Йоан Кръстител.
Архиепископ Адалберт фон Магдебург и един Валдо обвиняват Геро в невярност към императора. Адалберт и маркграф Дитрих фон Халденслебен арестуват Геро в Зьомеринген. Геро фон Алслебен е пазен през 979 г. от Лотар III и брат му Зигфрид I фон Валбек. На дворцово събрание в Магдебург трябва да се състои съд между Геро и Валдо. Геро загубва и раненият Валдо умира на бойното поле. По настояване на Адалберт и Дитрих, Геро е осъден на смърт чрез обезглавяване, наказанието за предател. Той е обезглавен на 11 август 979 г. Дъщеря му Атела получава от Адалберт главата на баща ѝ едва след преписване на различни имоти.
Наказанието се смята от съвременниците за много несправедливо. Херцог Ото I от Швабия протестира при императора против санкцията. Седем хроники съобщават за събитието.